# Austromenopon aegialitidis
Austromenopon aegialitidis är en insektsart som först beskrevs av John Hartley Durrant 1906.  Austromenopon aegialitidis ingår i släktet Austromenopon och familjen spolätare. Arten är reproducerande i Sverige. Inga underarter finns listade i Catalogue of Life.